# Maja Lunde
Maja Lunde född 30 juli 1975 i Oslo, Norge, är en norsk författare och manusförfattare. Lunde har skrivit manus till barnprogram för TV och även skrivit barnböcker, men är mest känd som författare till romanen Binas Historia som översatts till många språk. Lunde är utbildad i media och kommunikation vid Universitetet i Oslo

## Priser och utmärkelser
- Bokhandlarpriset 2015, för Binas historia
- Bjørnsonprisen 2020
- Peer Gyntpriset 2020